# Freising (stacja kolejowa)
Freising (niem: Bahnhof Freising) – stacja kolejowa w Freising, w kraju związkowym Bawaria, w Niemczech. Leży na linii kolejowej Monachium – Ratyzbona.
Według klasyfikacji Deutsche Bahn posiada kategorię 3.

## Historia
Stacja została otwarta wraz z linią z Monachium do Landshut w 1858. W 1859 linia została przedłużona do Ratyzbony. W latach 1891–92 linia do Landshut została rozbudowana do linii dwutorowej. W 1925, odcinek z Monachium do Freising został zelektryfikowany, a 1927 pozostała część do Ratyzbony. Tuż przed końcem II wojny światowej stacja 18 kwietnia 1945 była celem ataku bombowego. Łącznie w wyniku ataku zginęło 224 osoby, a stacja została zniszczona. Nowy dworzec został otwarty w 1953 roku. Od 1972 roku, Freising jest połączony z siecią S-Bahn w Monachium, która została utworzona w tym roku. 

## Opis
Dworzec kolejowy Freising ma cztery tory po dwa na każdy peron wyspowy. Perony są połączone ze sobą za pomocą dwóch przejść podziemnych. Jedno prowadzi z budynku dworca i jest wyposażone w windy i rampy. Drugie przejście znajduje się na północny peronów i posiada jedynie schody. Na torze zatrzymują się pociągi regionalne do Landshut, Plattling i Ratyzbony. Na torze 2 pociągi regionalne, Regional-Express i Alex w kierunku München Hauptbahnhof. Na torze 3 rozpoczyna lub kończy swój bieg linia S1 S-Bahn w Monachium, która kursuje co 20-40 (co 20 minut w godzinach szczytu) z Freising do centrum Monachium. Na torze 4 zatrzymują się pociągi do Landshut i dalej w kierunku Passau i Regensburg/Nürnberg. Na południowym wschodzie peronów znajduje się tor do wyprzedzania oraz dwa tory bocznicowe.

## Linie kolejowe
- Monachium – Ratyzbona